# Ryszard Kornacki

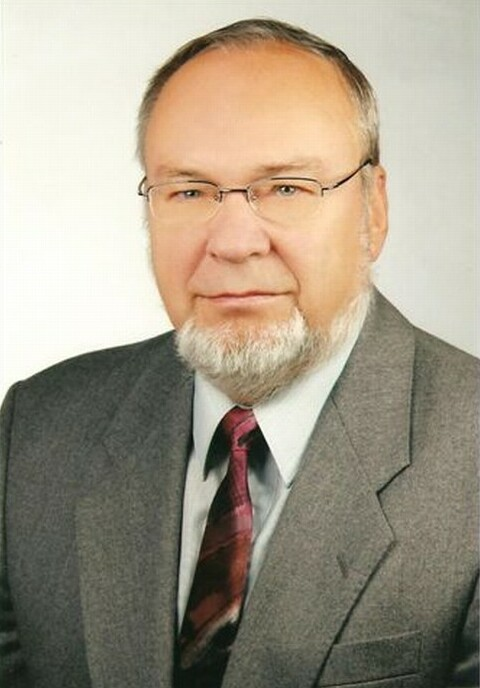
Ryszard Kornacki (2006)

Ryszard Kornacki (* 28. September 1940 in Lublin, Generalgouvernement; † 26. Oktober 2023) war ein polnischer Schriftsteller.

## Leben und Werk
Kornacki studierte Literaturwissenschaft an der Maria-Curie-Skłodowska-Universität (UMCS) in Lublin und lebte ab 1961 in Międzyrzec Podlaski, dessen Ehrenbürger er ab 1977 war. Seit seinem literarischen Debüt von 1959 trat er als Autor von Lyrik, Kinder- und Jugendliteratur, Erzählungen, Aphorismen und Aufsätzen in Zeitschriften und Magazinen auf und wurde auch durch Sendungen im Rundfunk und Fernsehen bekannt. Er war Träger mehrerer Literaturpreise und spielte eine aktive Rolle im polnischen Kulturbetrieb.

## Werke
- Wyjście z ciszy (1973)
- Szukanie człowieka (1975)
- Złote słońce słowa (1980)
- Puszka Pandory (1985)
- Miniatury (1988)
- Zapis dnia (1990), dt.: Der Geschriebene Tag
- Słoneczna galeria przyrody - wiersze szczawnickie (1993)
- Czarna róża (baśnie i opowieści z Podlasia;  1993), dt.: Schwarze Rosen
- Wszystkie wątpliwości świata (1994)
- Na krawędzi absurdu (1995)
- Romeo Julia i czas (1997), dt.: Romeo und Julia und die Zeit
- Ciepły dotyk duszy (1999)
- Dopełnianie myśli (1999)
- Międzyrzec w życiorysy wpisany (I 2001, II 2003)
- Podlasie struna czysta (2002)
- Na skraju cienia (2003)

## Weblink
- Kurzbiographie (poln.)